# Весёлая жизнь (альбом)
«Весёлая жизнь» — студийный сольный альбом российской рок-певицы Умки. Альбом получился сольным, поскольку в записи из-за болезни не принимал участие барабанщик группы «Умка и Броневик» Борис Марков.
Официальная презентация альбома состоялась в Москве 30 июня 2011 года в клубе «Гарцующий дредноут». Впрочем, впервые неофициально альбом был представлен ещё 26 июня во время концерта в Калуге.
Альбом назван в честь хутора Весёлая жизнь (Краснодарский край). На обложке альбома изображена фотография Умки с дорожным указателем около хутора. Заглавная песня альбома была написана позже, во время записи альбома.
По словам Умки, альбом был создан достаточно быстро, без «мук творчества». Умка является автором стихов и музыки всех песен на альбоме.

## Критика
Люди прошлого века единичны, словно опись чердачных вещей, герой нашего времени — «в общем спаме, в общем слэме». Электронная музыка на Умкином альбоме, конечно, звучит немного неожиданно, но не удивляет. С тех пор, как я впервые услышала Умку, не перестаю поражаться точности, с которой её музыка, текст, интонация соответствуют друг другу.(Ольга Чернятевич, Vechnoe.info)

## Список композиций
| №                   | Название                 | Длительность |
| ------------------- | ------------------------ | ------------ |
| 1.                  | «Часть программы»        | 4:28         |
| 2.                  | «Дым»                    | 4:04         |
| 3.                  | «National hero»          | 2:28         |
| 4.                  | «Люди прошлого века»     | 4:15         |
| 5.                  | «Встань и ходи»          | 3:27         |
| 6.                  | «Нет никакой другой»     | 2:00         |
| 7.                  | «Чучело»                 | 2:31         |
| 8.                  | «След от самолёта»       | 3:49         |
| 9.                  | «Дом, который строю я»   | 2:18         |
| 10.                 | «Бог не играет в домино» | 2:58         |
| 11.                 | «Весёлая жизнь»          | 4:11         |
| Общая длительность: | Общая длительность:      | 36:38        |

## Участники
- Умка — голос, песни, гитара
- Ян Сурвилло — клавиши, компьютер, электронная перкуссия и бит
- Боря Канунников — гитара, клавиши, звуки
- Миша Трофименко — бас